# Ralfsiaceae
Famille
Les Ralfsiaceae sont une famille d’algues brunes de l’ordre des Ralfsiales. 

## Étymologie
Le nom vient du genre type Ralfsia, donné en hommage au botaniste britannique John Ralfs (en).

## Liste des genres
Selon AlgaeBase (25 août 2017) :
- Analipus Kjellman
- Heteroralfsia Kawai
- Ralfsia Berkeley

Selon ITIS (25 août 2017) :
- Diplura Hollenb.
- Endoplura
- Hapalospongidion
- Hapterophycus
- Lithoderma
- Petroderma
- Pseudolithoderma
- Ralfsia
- Sorapion
- Symphyocarpus

Selon World Register of Marine Species (25 août 2017) :
- Basispora D.M.John & G.W.Lawson, 1974
- Hapalospongidion De A.Saunders, 1899
- Jonssonia S.Lund, 1959
- Lithoderma Areschoug, 1875
- Myrionemopsis P.Dangeard, 1968
- Petroderma Kuckuck, 1897
- Porterinema Waern, 1952
- Pseudolithoderma Svedelius, 1911
- Ralfsia Berkeley, 1843